# Собхани, Ахмад
Ахмад Собхани (перс. احمد سبحانی‎, родился в 1961 году в Тегеране) — бывший иранский дипломат, который ранее был послом Ирана в Венесуэле (2001–2006) и Габоне (1995–1998), а также временным поверенным в делах в Армении (1992–1994). Он также был заместителем министра иностранных дел по европейским и американским делам при Манучехре Моттаки (2007–2010).

## Карьера
Во время ирано-иракской войны Собхани был членом Корпуса стражей исламской революции. В 1987 году он поступил на дипломатическую службу Ирана.
С июля 1992 года по сентябрь 1994 года Собхани занимал должность поверенного в делах Ирана в Армении. Позже, с марта 1995 года по июль 1998 года, он служил послом Ирана в Габоне. В тот же период он был также аккредитованным послом в Камеруне, Экваториальной Гвинее, Сан-Томе и Принсипи и в Центральноафриканской Республике.
В 1999 году он вернулся в Иран, где до 2001 года занимал должность директора Министерства иностранных дел по делам гражданства и беженцев. С октября 2001 года по сентябрь 2006 года Собхани работал послом Ирана в Венесуэле, в это время две страны значительно расширили свои политические, военные и экономические связи. В то время он также был аккредитованным послом в Гайане, Доминиканской Республике, Гаити, Суринаме, Тринидаде и Тобаго.
С 2007 по 2010 год Собхани занимал должность заместителя министра иностранных дел по европейским и американским делам, заменив Саида Джалили. Позже, с 2010 по 2013 год, Ахмад занимал должность генерального директора по делам Западной Азии. После этого поста он ушёл с дипломатической службы.
Собхани публично заявил, что дипломаты должны быть «генераторами богатства» для своих стран. После выхода на пенсию он был членом руководящего совета компании Alend Investment and Development Economic Cooperation Co., компании, целью которой является увеличение торговли между Ираном и странами Латинской Америки.

## Личная жизнь
Отец Собхани был убит народными моджахедами Ирана в 1982 году. Его брат Хасан Собхани был убит в бою в 1984 году во время ирано-иракской войны.
Сын Собхани Мохаммад Джавад «Саша» Собхани, родившийся в 1988 году, привлёк внимание международных средств массовой информации в результате своего присутствия в социальных сетях, которые включают фотографии, на которых показано, что он ведёт экстравагантный и неисламский образ жизни в Европе. У страницы Саши Собхани в Instagram в настоящее время 2,1 миллиона подписчиков (по состоянию на апрель 2020 года). В августе 2018 года Ахмад Собхани сообщил иранским СМИ, что разорвал отношения с Сашей. Собхани сказал об их отношениях: «Он мой сын, но с точки зрения образа жизни и убеждений он отличается от меня, и все мои попытки направить его на правильный путь потерпели неудачу».
Брат и сестра Ахмада, Хоссейн и Захра Собхани, являются владельцами Avin Darou Co., иранской компании по импорту фармацевтических препаратов, основанной в 2008 году. Компания подверглась критике за то, что она является одним из крупнейших получателей иностранной валюты от Центрального банка Ирана по субсидированному официальному обменному курсу.

## Награды
- Большая лента ордена Освободителя (6 сентября 2006 года, Венесуэла)[21].